# O Abolicionismo
O Abolicionismo é um livro escrito pelo político, diplomata, historiador, jurista, orador e jornalista brasileiro Joaquim Nabuco que lançado em 1883. A obra, feita em forma de folhetim e considerada uma das principais da carreira de Nabuco, reflete as visões políticas e sociais do autor, que foi uma das vozes mais importantes para a abolição da escravatura no país em 1888.

## Reflexões presentes no livro
O livro é dividido em 12 partes e passa por questões como o que é abolicionismo, o tráfico de pessoas da África, o sistema escravocrata e o impacto deste sistema no Brasil.
Ele é visto como uma forma de propaganda para sua campanha abolicionista. Na visão de Nabuco, que era distinta de muitos pensadores de sua época, os problemas sociais e a falta de avanço da nação eram decorrentes da escravidão, e não da "raça negra" em si, o que dava à sua escrita um caráter sociológico e não biologizante. Para ele, o sistema da escravidão vitimizava tanto os escravos, como os senhores. Assim, era necessário fazer imediatamente uma grande reforma política (dentro das leis), com o abolicionismo no centro, para haver um liberalismo econômico e social. Se isso acontecesse, na visão de Nabuco, haveria uma harmonia entre as raças e um processo de miscigenação (com a introdução de imigrantes europeus que ajudariam a purificar a população) .
Os aderentes do movimento abolicionista, segundo o autor, deveria prezar pela emancipação e conciliação, e não incentivar o sentimento de ódio. Na obra, Joaquim Nabuco retrata os escravos como seres passivos, dóceis e sem ódio em relação aos que os escravizavam - embora pesquisas históricas realizadas posteriormente mostrem que este não era o caso. Ele diz que os escravos não tinham conhecimento para lutar por seus direitos e eram brutalizados pelo dia a dia da escravidão.

## Debate sobre raça

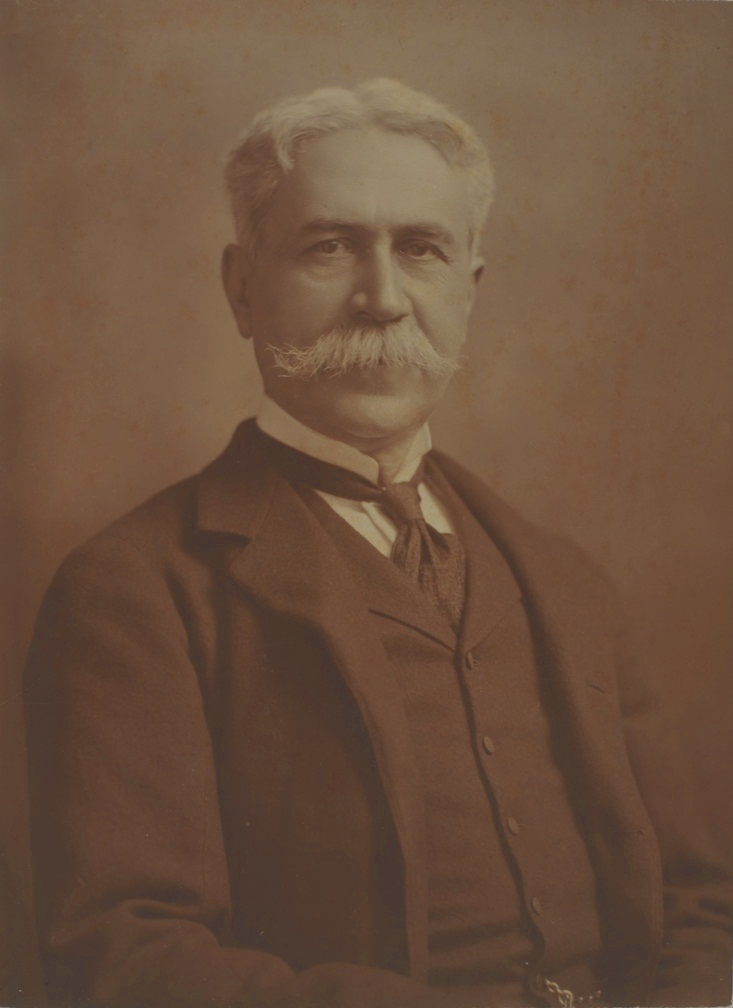
Imagem de Joaquim Nabuco.

Apesar de defender o abolicionismo em sua obra, há debates sobre a posição de Joaquim Nabuco sobre a questão da raça. Alguns defendem que ele nunca tocou nas teorias de raciais, enquanto outros apontam para o fato de que, em seus escritos, há menções sobre as raças amarela e negra como sendo menos capazes intelectualmente, não acrescentando nada à nação.